# Dendrochilum exiguum
Dendrochilum exiguum là một loài thực vật có hoa trong họ Lan. Loài này được (Ames) H.A.Pedersen mô tả khoa học đầu tiên năm 1997.